# Vernonia plantaginoides
Vernonia plantaginoides là một loài thực vật có hoa trong họ Cúc. Loài này được (Less.) Hieron. miêu tả khoa học đầu tiên năm 1897.